# Chemin de fer Arnaud
Le Chemin de fer Arnaud (CFA) est un chemin de fer canadien qui exploite 416 kilomètres (260 miles) de rails dans la province de Québec. C'est un chemin de fer privé, qui appartient à la compagnie Wabush, au Labrador.
Ouvert en 1965, le chemin de fer relie Sept-Îles à Arnaud Jonction, sur le chemin de fer de la Côte-Nord et du Labrador, pour le chargement du minerai de fer à Pointe-Noire.
Le minérai est transporté de Wabush à Arnaud Jonction par le chemin de fer QNS&L.  À Arnaud, le minérai est transféré au chemin de fer Arnaud jusqu'à Pointe-Noire, Québec.